# Coirós
Coirós es un municipio de la provincia de La Coruña (Galicia, España), ubicado en la comarca de Betanzos.
Cuenta con una población de 1923 habitantes y la extensión del municipio es de 32,8 km², en los que se distribuyen seis parroquias: San Xulián de Coirós, Santa Mariña de Lesa, Santiago de Ois, Santa María de Ois, San Salvador de Colantres y San Vicente de Armea y 31 entidades de población.

## Situación
El municipio de Coirós se encuentra situado al noroeste de la provincia de La Coruña; pertenece a la Comarca de Betanzos y limita con los concellos interiores y litorales en el norte de la provincia de La Coruña. La capital del municipio, Coirós de Arriba, se sitúa a 30 kilómetros de la capital provincial. El municipio está atravesado por la Autovía del Noroeste  A-6  entre los pK 555 y 563, además de por la antigua carretera  N-VI . 
La distribución territorial interna no se concentra especialmente en ninguna de las parroquias, pudiendo destacar únicamente las de San Xulián de Coirós y Santa María de Ois. Destaca especialmente el hecho de que el 92,8% de la población se agrupa en núcleos dispersos.

## Geografía
La principal característica del relieve de Coirós radica en sus grandes desniveles, al ser escalón de tránsito entre la meseta lucense y las Mariñas coruñesas, y que en dirección este-noroeste, se extiende entre los ríos Mandeo por el norte y Mendo por el sur. El tránsito se realiza en una sucesión de escalones topográficos planos, en los que sobresalen algunas elevaciones residuales situadas en el centro del municipio y que actúan de divisoria entre las cuencas de los ríos Mandeo y Mendo. El punto elevado más destacado está representado por el pico Felga (506 metros), incluido en el Monte do Gato. El territorio está bañado por los ríos Mandeo, que hace de límite con Paderne e Irijoa, y Mendo, que hace de límite con Oza de los Ríos. La altitud oscila entre los 532 metros al este y los 10 metros a orillas del río Mendo. La capital del municipio se alza a 219 metros sobre el nivel del mar. El clima es suave, determinado por su morfología, orientación y la influencia del océano Atlántico.
| Noroeste: Betanzos    | Norte: Paderne   | Noreste: Irijoa |
| Oeste: Oza-Cesuras    |                  | Este: Aranga    |
| Suroeste: Oza-Cesuras | Sur: Oza-Cesuras | Sureste: Aranga |

## Historia
Son varios los restos arqueológicos hallados dentro de los límites del concello que atestiguan que este estuvo poblado desde los tiempos de la cultura castreña. El lugar emblemático es A Espenuca, donde posteriormente parece que hubo un cenobio paleocristiano, destruido en el siglo V. Al abrir una carretera se encontraron tégulas, molinos de mano y otros vestigios romanos entre gran cantidad de cenizas.
También aquí, se alzaba el antiguo castillo de la Speluncan que el conde D. Rodrigo donó al arzobispo de Santiago en el año 1130. Debió de ser entonces cuando se construyó la Iglesia de Santa Eulalia de la Espenuca, si bien ya consta como existente desde el año 881, incorporada en 1063 al monasterio de San Salvador de Cines y, cuando este desapareció, pasó a ser templo parroquial.

## Geografía humana

### Demografía
Cuenta con una población de 1931 habitantes (INE 2024).
| Gráfica de evolución demográfica de Coirós entre 1842 y 2021                                                          |
| |
| Población de derecho según los censos de población del INE. Población de hecho según los censos de población del INE. |

## Parroquias
Parroquias que forman parte del municipio:
- Armea (San Vicente)
- Coirós (San Xulián)
- Collantres[4]
- Lesa (Santa Mariña)
- Ois (Santa María)
- Santiago de Ois (Santiago)